# جیائو یونلونگ
جیائو یونلونگ (انگلیسی: Jiao Yunlong؛ زادهٔ ۱۹ مهٔ ۱۹۸۸) شمشیرباز اهل چین است. وی در بازی‌های المپیک تابستانی ۲۰۱۶ شرکت کرده‌است.